# Test for Echo Tour
Test for Echo Tour è il sedicesimo tour ufficiale della band canadese Rush.

## Storia
Questo tour, che si svolge dopo oltre 2 anni di distanza da quello precedente e ha lo scopo di promuovere l'album Test for Echo, presenta alcune importanti novità rispetto ai tour del passato: a cominciare dal Test for Echo Tour infatti i concerti dei Rush non sono preceduti dagli show di band di supporto; la performance ha una durata di circa 3 ore, con un intervallo centrale. A questo tipo di spettacolo viene dato il nome di "An Evening with Rush".
Ancora una volta l'itinerario, strutturato in due distinte leg, la prima con 34 date nel 1996 e la seconda nel 1997 con 33 concerti, prevede tappe solo in Canada e Stati Uniti d'America, escludendo l'Europa.
Le scenografie, i filmati, gli effetti luminosi rendono gli show molto imponenti e teatrali. I concerti attirano circa 660.000 spettatori paganti.
Come d'abitudine, il Test for Echo Tour viene accompagnato dal relativo Tourbook: il libretto contiene informazioni riguardanti la crew al seguito del tour, la genesi del nuovo album descritta dal paroliere Neil Peart, inoltre la discografia completa, fotografie e schede sui singoli componenti del gruppo.

## Formazione
- Geddy Lee – basso elettrico, voce, tastiere, bass pedals
- Alex Lifeson – chitarra elettrica, chitarra acustica, bass pedals, cori
- Neil Peart – batteria, percussioni, percussioni elettroniche

## Scaletta
Per la prima ed unica volta i Rush inseriscono in scaletta una versione completa dell'opera 2112. Nella prima leg del tour viene eseguito Wipe Out dei Surfaris in medley con The Big Money, in maniera simile a quanto fatto durante il Presto Tour. In finale di concerto viene inserito, come nel precedente tour, un breve passaggio da Cygnus X-1 ("teaser") nello strumentale YYZ.
Tra la prima e la seconda leg del tour vengono apportate alcune modifiche alla setlist: nella seconda parte del tour Limelight e Stick it Out prendono il posto di The Big Money e Subdivisions. Red Sector A viene spostata dopo Freewill anziché dopo The Trees.
Altri cambiamenti della scaletta nel corso del tour: Time and Motion e Resist vengono alternate di volta in volta nella prime date, successivamente viene eseguita Resist in maniera stabile. Solo nelle prime due serate vengono eseguite entrambe (Time and Motion viene posizionata dopo Force Ten).

### Prima leg: ottobre - dicembre 1996
- Introduzione (tema di "Thus Spoke Zarathustra")
- Dreamline
- The Big Money / Wipe Out
- Driven
- Half the World
- Red Barchetta
- Animate
- Limbo
- The Trees
- Red Sector A
- Virtuality
- Nobody's Hero
- Closer to the Heart
- 2112

(intervallo)
- Test for Echo
- Subdivisions
- Freewill
- Roll the Bones
- Resist (non eseguita il 23, 26, 29 ottobre ed il 1°, 4, 7 novembre)
- Time and Motion (eseguita il 19 e 20 ottobre dopo Force Ten, il 23, 26, 29 ottobre ed il 1°, 4, 7 novembre)
- Leave That Thing Alone
- The Rhythm Method (assolo di batteria)
- Natural Science
- Force Ten
- The Spirit of Radio
- Tom Sawyer
- bis: YYZ / Cygnus X-1 (teaser)

### Seconda leg: maggio - luglio 1997
- Introduzione (tema di "Thus Spoke Zarathustra")
- Dreamline
- Limelight
- Stick It Out
- Driven
- Half the World
- Red Barchetta
- Animate
- Limbo
- The Trees
- Virtuality
- Nobody's Hero
- Closer to the Heart
- 2112

(intervallo)
- Test for Echo
- Freewill
- Red Sector A
- Roll the Bones
- Resist
- Leave That Thing Alone
- The Rhythm Method (assolo di batteria)
- Natural Science
- Force Ten
- The Spirit of Radio
- Tom Sawyer
- bis: YYZ / Cygnus X-1 (teaser)

## Date
Calendario completo del tour
| Prima Leg        |                 |                       |                                 |                                    |
| Data             | Città           | Paese                 | Luogo                           | Note                               |
| 19 ottobre 1996  | Albany          | Stati Uniti d'America | Knickerbocker Arena             |                                    |
| 20 ottobre 1996  | Buffalo         | Stati Uniti d'America | Marine Midland Arena            |                                    |
| 22 ottobre 1996  | Dayton          | Stati Uniti d'America | Nutter Center                   |                                    |
| 23 ottobre 1996  | Grand Rapids    | Stati Uniti d'America | Van Andel Arena                 |                                    |
| 25 ottobre 1996  | Auburn Hills    | Stati Uniti d'America | The Palace                      |                                    |
| 26 ottobre 1996  | Rockford        | Stati Uniti d'America | Rockford Metro Centre           |                                    |
| 28 ottobre 1996  | Chicago         | Stati Uniti d'America | United Center                   |                                    |
| 29 ottobre 1996  | Minneapolis     | Stati Uniti d'America | Target Center                   |                                    |
| 31 ottobre 1996  | Saint Louis     | Stati Uniti d'America | Kiel Center                     |                                    |
| 1º novembre 1996 | Milwaukee       | Stati Uniti d'America | Bradley Center                  |                                    |
| 3 novembre 1996  | Pittsburgh      | Stati Uniti d'America | Civic Arena                     |                                    |
| 4 novembre 1996  | Cleveland       | Stati Uniti d'America | Gund Arena                      |                                    |
| 6 novembre 1996  | Filadelfia      | Stati Uniti d'America | Core States Center              |                                    |
| 7 novembre 1996  | Landover        | Stati Uniti d'America | US Air Arena                    |                                    |
| 9 novembre 1996  | Boston          | Stati Uniti d'America | Fleet Center                    |                                    |
| 10 novembre 1996 | Hartford        | Stati Uniti d'America | Hartford Civic Center           |                                    |
| 20 novembre 1996 | San Jose        | Stati Uniti d'America | San Jose Arena                  |                                    |
| 21 novembre 1996 | Sacramento      | Stati Uniti d'America | ARCO Arena                      |                                    |
| 23 novembre 1996 | San Diego       | Stati Uniti d'America | Sports Arena                    |                                    |
| 24 novembre 1996 | Las Vegas       | Stati Uniti d'America | Thomas & Mack Arena             |                                    |
| 26 novembre 1996 | Los Angeles     | Stati Uniti d'America | Great Western Forum             |                                    |
| 27 novembre 1996 | Los Angeles     | Stati Uniti d'America | Great Western Forum             |                                    |
| 29 novembre 1996 | Phoenix         | Stati Uniti d'America | America West Arena              |                                    |
| 30 novembre 1996 | El Paso         | Stati Uniti d'America | UTEP Special Events Center      |                                    |
| 2 dicembre 1996  | San Antonio     | Stati Uniti d'America | The Alamodome                   |                                    |
| 3 dicembre 1996  | Dallas          | Stati Uniti d'America | Reunion Arena                   |                                    |
| 5 dicembre 1996  | Houston         | Stati Uniti d'America | The Summit                      |                                    |
| 6 dicembre 1996  | New Orleans     | Stati Uniti d'America | UNO Lakefront Arena             |                                    |
| 8 dicembre 1996  | West Palm Beach | Stati Uniti d'America | Coral Sky Amphitheater          |                                    |
| 9 dicembre 1996  | Tampa           | Stati Uniti d'America | Ice Palace Arena                |                                    |
| 11 dicembre 1996 | Atlanta         | Stati Uniti d'America | The Omni                        |                                    |
| 12 dicembre 1996 | Charlotte       | Stati Uniti d'America | Charlotte Coliseum              |                                    |
| 14 dicembre 1996 | Uniondale       | Stati Uniti d'America | Nassau Coliseum                 |                                    |
| 15 dicembre 1996 | East Rutherford | Stati Uniti d'America | Continental Arena               |                                    |
| Seconda Leg      |                 |                       |                                 |                                    |
| Data             | Città           | Paese                 | Luogo                           | Note                               |
| 7 maggio 1997    | San Diego       | Stati Uniti d'America | Hospitality Point               |                                    |
| 8 maggio 1997    | Phoenix         | Stati Uniti d'America | Desert sky Pavilion             |                                    |
| 10 maggio 1997   | Devore          | Stati Uniti d'America | Glen Helen Blockbuster Pavilion |                                    |
| 11 maggio 1997   | Mountain View   | Stati Uniti d'America | Shoreline Amphitheater          |                                    |
| 14 maggio 1997   | Portland        | Stati Uniti d'America | Rose Garden                     |                                    |
| 16 maggio 1997   | Vancouver       | Canada                | GM Place                        |                                    |
| 17 maggio 1997   | George          | Stati Uniti d'America | The Gorge                       |                                    |
| 19 maggio 1997   | Boise           | Stati Uniti d'America | BSU Pavilion                    |                                    |
| 20 maggio 1997   | Salt Lake City  | Stati Uniti d'America | Delta Center                    |                                    |
| 22 maggio 1997   | Englewood       | Stati Uniti d'America | Fiddler's Green Amphitheater    |                                    |
| 24 maggio 1997   | Dallas          | Stati Uniti d'America | Coca-Cola Starplex Amphitheater | registrazioni per Different Stages |
| 25 maggio 1997   | Woodlands       | Stati Uniti d'America | Woodlands Pavilion              |                                    |
| 4 giugno 1997    | Cincinnati      | Stati Uniti d'America | Riverbend Music Center          |                                    |
| 5 giugno 1997    | Nashville       | Stati Uniti d'America | Starwood Amphitheater           |                                    |
| 7 giugno 1997    | Bonner Springs  | Stati Uniti d'America | Sandstone Amphitheater          |                                    |
| 8 giugno 1997    | Saint Louis     | Stati Uniti d'America | Riverfront Amphitheater         |                                    |
| 10 giugno 1997   | Noblesville     | Stati Uniti d'America | Deer Creek Music Center         |                                    |
| 11 giugno 1997   | Burgettstown    | Stati Uniti d'America | Star Lake Amphitheater          |                                    |
| 13 giugno 1997   | Milwaukee       | Stati Uniti d'America | Marcus Amphitheater             |                                    |
| 14 giugno 1997   | Tinley Park     | Stati Uniti d'America | World Music Theater             | registrazioni per Different Stages |
| 16 giugno 1997   | Columbus        | Stati Uniti d'America | Polaris Amphitheater            |                                    |
| 17 giugno 1997   | Detroit         | Stati Uniti d'America | Pine Knob Music Theater         |                                    |
| 19 giugno 1997   | Holmdel         | Stati Uniti d'America | PNC Bank Arts Center            |                                    |
| 20 giugno 1997   | Bristow         | Stati Uniti d'America | Nissan Pavilion                 |                                    |
| 22 giugno 1997   | Camden          | Stati Uniti d'America | Blockbuster-Sony E-Centre       |                                    |
| 23 giugno 1997   | Mansfield       | Stati Uniti d'America | Great Wood Center               | registrazioni per Different Stages |
| 25 giugno 1997   | Wantagh         | Stati Uniti d'America | Jones Beach                     |                                    |
| 26 giugno 1997   | Darien          | Stati Uniti d'America | Performing Arts Center          |                                    |
| 28 giugno 1997   | Montréal        | Canada                | Molson Centre                   |                                    |
| 30 giugno 1997   | Toronto         | Canada                | Molson Amphitheater             |                                    |
| 2 luglio 1997    | Toronto         | Canada                | Molson Amphitheater             | registrazioni per Different Stages |
| 3 luglio 1997    | Québec          | Canada                | Colisee De Québec               |                                    |
| 4 luglio 1997    | Ottawa          | Canada                | Corel Centre                    |                                    |

All'elenco sopra esposto va aggiunto un evento particolare non incluso nel calendario del tour:
- 18 dicembre 1996: Club Phoenix, Toronto (Canada), concerto con scaletta semplificata e scenografie ridotte al minimo nell'ambito della premiazione del "Molson Canadian Blind Date", riservato ai soli 900 spettatori vincitori del concorso.
  - brani eseguiti: Dreamline, The Big Money, Driven, Half the World, Red Barchetta, Animate, Virtuality, Nobody's Hero, Closer to the Heart, Test for Echo, Subdivisions, Freewill, Roll the Bones, Resist, Leave That Thing Alone, The Spirit of Radio, Tom Sawyer, YYZ.

## Documentazione
Riguardo al Test for Echo Tour sono reperibili le seguenti testimonianze audio, audiovisive e cartacee:
- Different Stages, album live del 1998, disco 1 e disco 2, tutte le tracce tranne Bravado, Show Don't Tell, The Analog Kid.
- da R40, disco bonus: estratto filmato dal concerto (9 pezzi), Toronto, 30 giugno 1997.
- Test for Echo Tourbook.